# Pennisetum
Pennisetum (/ˌpɛnɪˈsiːtəm/}) là một chi thực vật có hoa trong họ Hòa thảo (Poaceae).

## Loài
Chi Pennisetum gồm các loài:

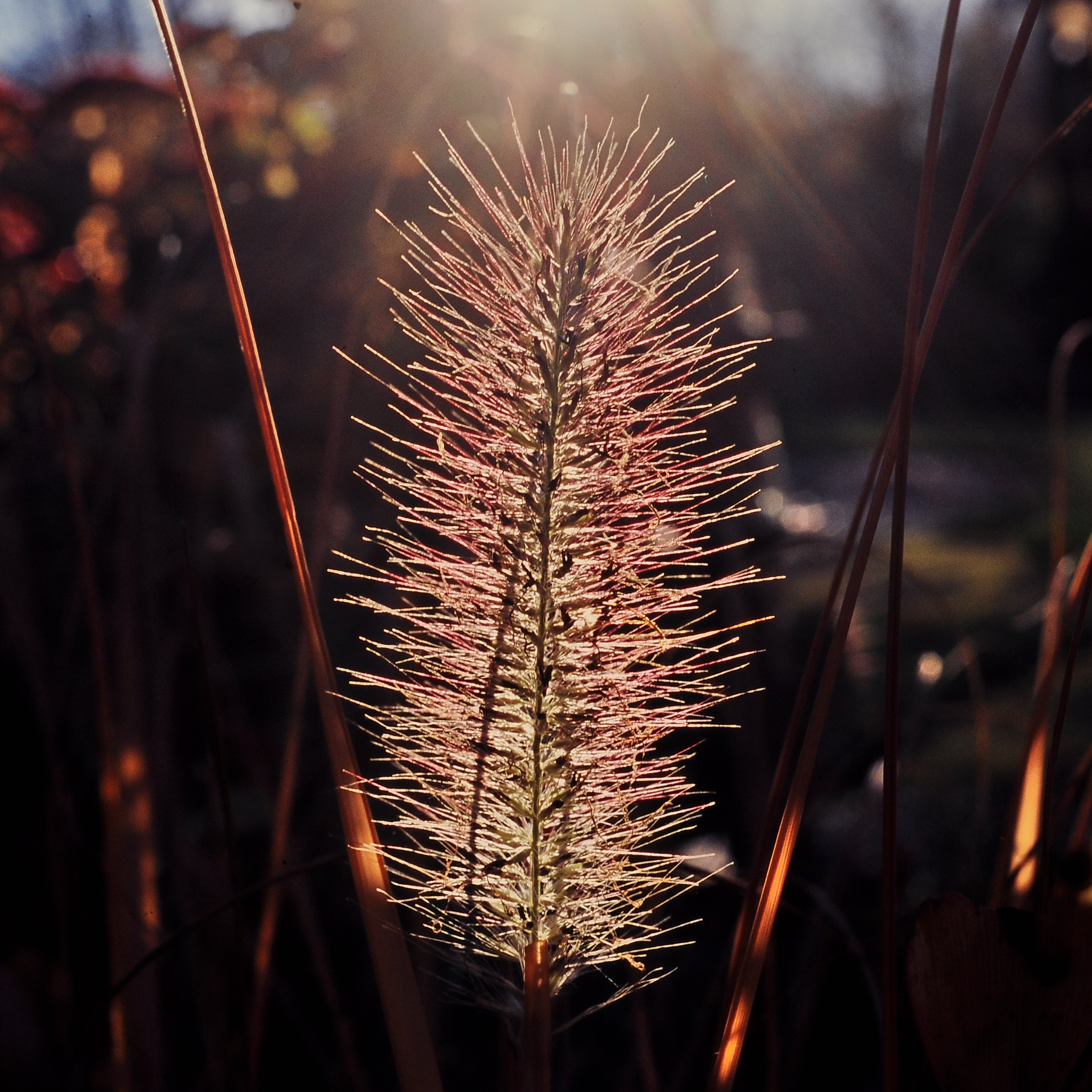
Pennisetum alopecuroides

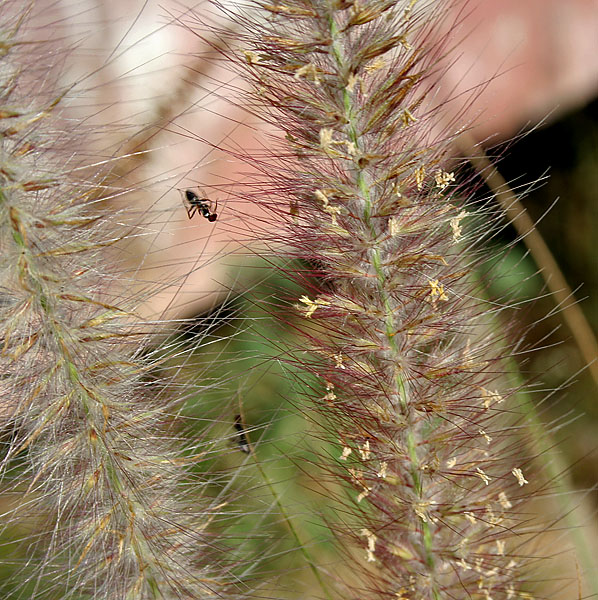
Pennisetum hohenackeri

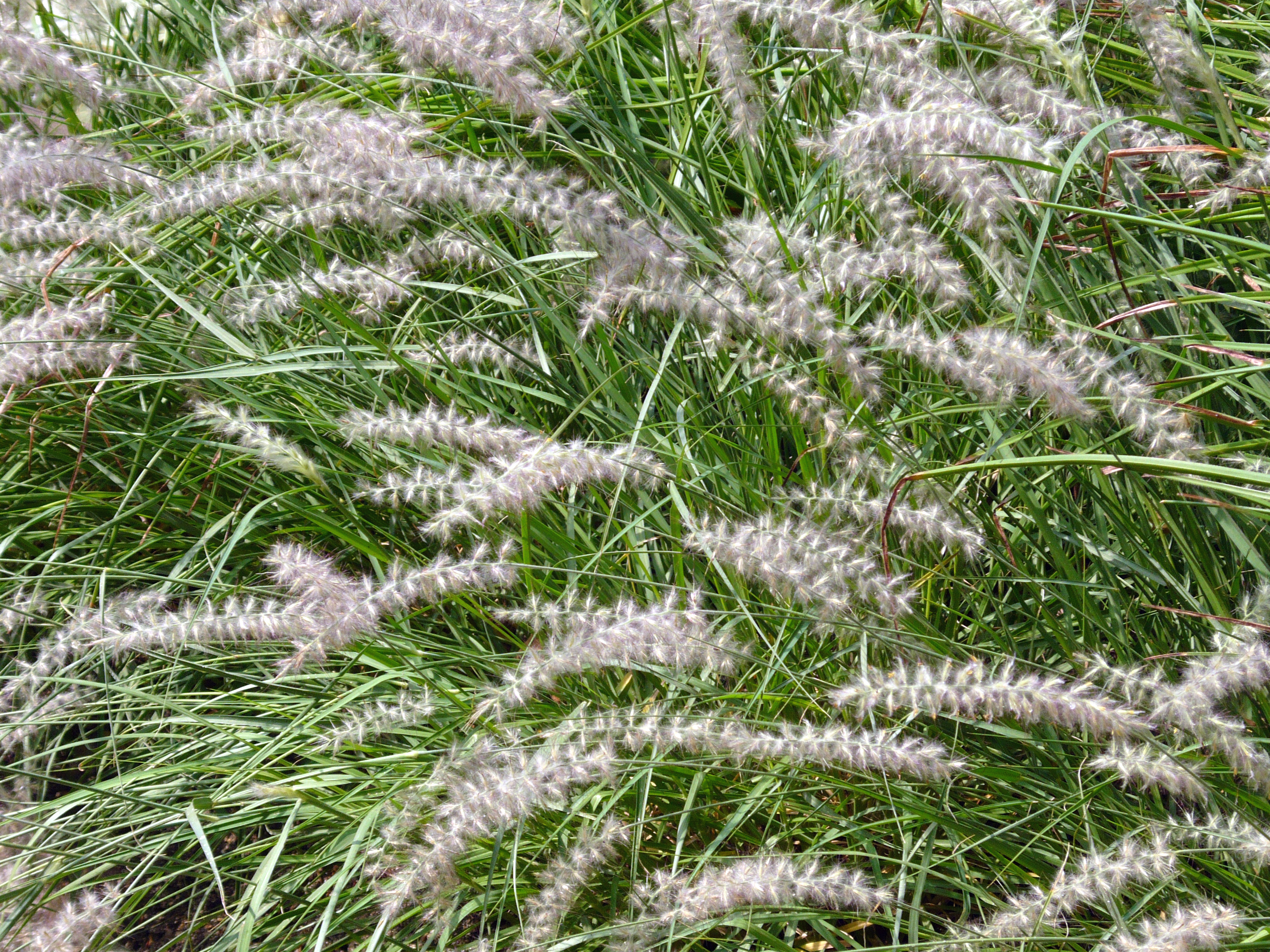
Pennisetum orientale

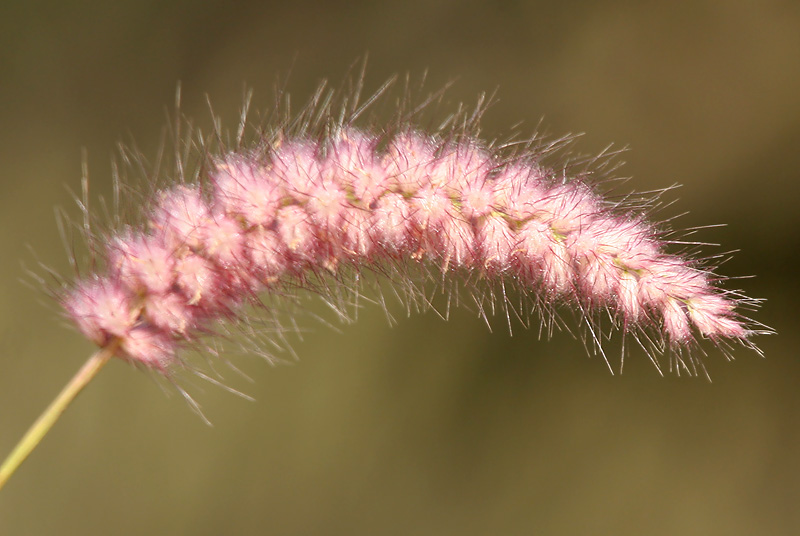
Pennisetum pedicellatum

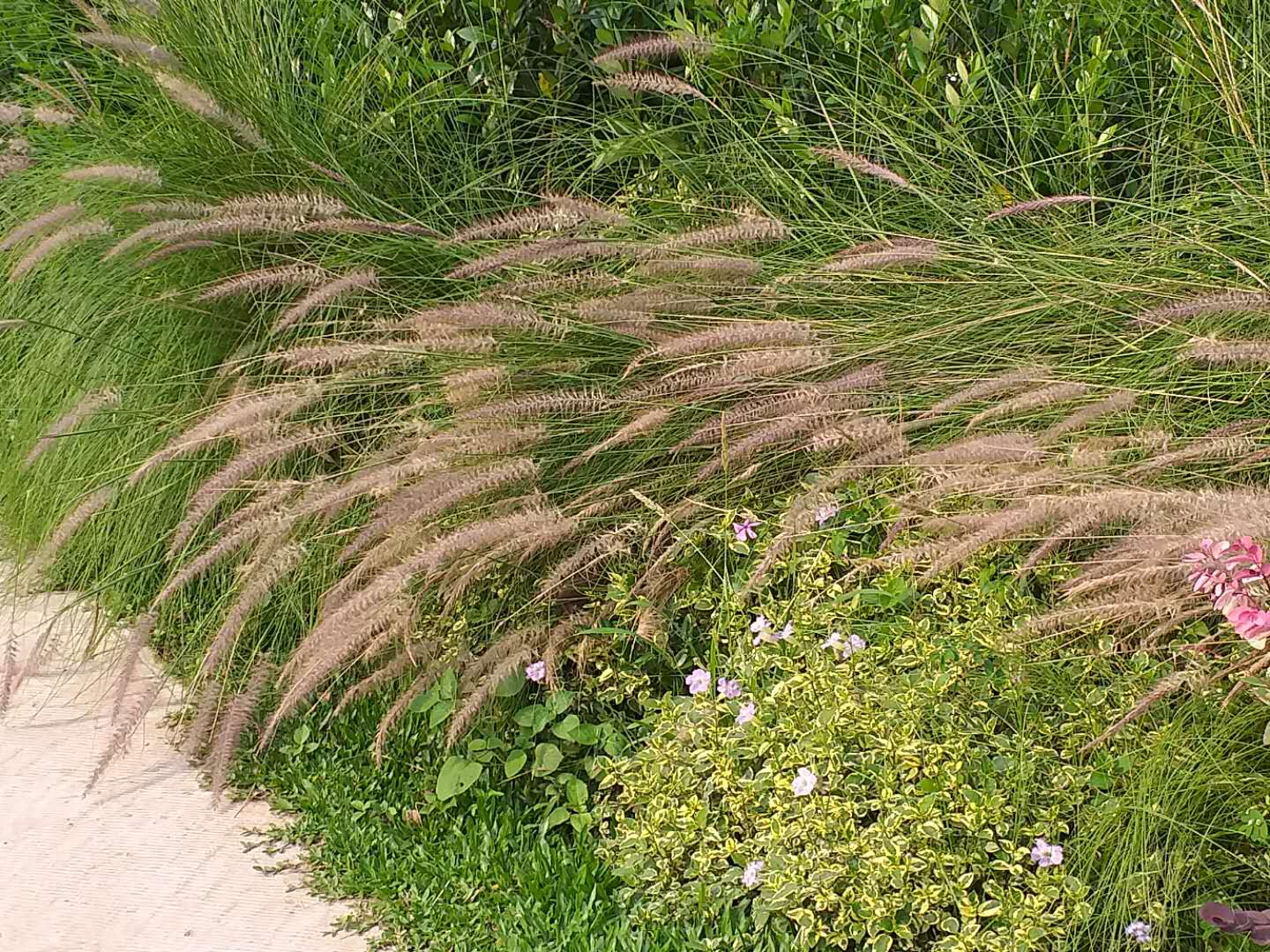
Pennisetum alopecuroides

- Pennisetum alopecuroides – Chinese fountaingrass, foxtail fountaingrass, swamp-foxtail – Australia, East + Southeast Asia
- Pennisetum annuum – Peru
- Pennisetum articulare – Marquesas
- Pennisetum basedowii – Australia
- Pennisetum beckeroides – Ethiopia
- Pennisetum caffrum – Madagascar, Réunion
- Pennisetum chilense – Chile, Argentina, Peru, Bolivia
- Pennisetum clandestinum – kikuyu grass – central + eastern Africa
- Pennisetum complanatum – Nicaraguan fountaingrass – Veracruz, Central America
- Pennisetum crinitum – Mexico
- Pennisetum × cupreum – New Guinea
- Pennisetum distachyum – Mexico, Costa Rica, Guatemala
- Pennisetum divisum – deserts from Mauritania to western India
- Pennisetum domingense – Cuba, Hispaniola
- Pennisetum durum – Mexico
- Pennisetum exiguum – Madagascar
- Pennisetum flaccidum – flaccid grass, Himalayan fountaingrass – Himalayas, Central Asia, China, Mongolia
- Pennisetum flexile – Kashmir
- Pennisetum foermerianum – Namibia
- Pennisetum frutescens – Paraguay, Argentina
- Pennisetum glaucifolium – Eritrea, Ethiopia
- Pennisetum glaucum – pearl millet, bulrush millet, cattail millet, horse millet, Indian millet, yellow bristlegrass
- Pennisetum gracilescens – Eritrea, Ethiopia, Sudan
- Pennisetum henryanum – Marquesas
- Pennisetum hohenackeri – Kenya, Tanzania, Uganda, Madagascar, India, Nepal, Pakistan
- Pennisetum hordeoides – western + central Africa, India, Nepal, Myanmar
- Pennisetum humile – Ethiopia
- Pennisetum intectum – Peru, Ecuador
- Pennisetum lanatum – Afghanistan, northern India, Pakistan, Tajikistan, Nepal, Tibet
- Pennisetum latifolium – Uruguay fountaingrass – South America from Colombia to Uruguay
- Pennisetum laxius – Sahel in Africa
- Pennisetum ledermannii – Cameroon
- Pennisetum longissimum – China
- Pennisetum longistylum – Eritrea, Ethiopia
- Pennisetum macrostachyum – Pacific fountaingrass – Java, Borneo, Papuasia
- Pennisetum macrourum – African feather grass, bedding grass, waterside-reed – Africa, Yemen, Saudi Arabia
- Pennisetum massaicum – Somalia, Kenya, Tanzania, Zimbabwe
- Pennisetum mezianum – Ethiopia, Sudan, South Sudan, Kenya, Uganda, Tanzania, Namibia, Limpopo
- Pennisetum mildbraedii – Rwanda, Zaire, Uganda
- Pennisetum monostigma – Sierra Leone, Nigeria, Cameroon, islands in Gulf of Guinea
- Pennisetum montanum – Peru, Bolivia, Argentina
- Pennisetum nervosum – bentspike fountaingrass – South America; naturalized in Belize, Nicaragua, Mexico, California, Texas
- Pennisetum nodiflorum – central Africa
- Pennisetum nubicum – Eritrea, Ethiopia, Sudan, Saudi Arabia
- Pennisetum occidentale – Venezuela, Colombia, Ecuador, Peru
- Pennisetum orientale – white fountaingrass, Oriental pennisetum – North Africa, Middle East, Central Asia, Indian Subcontinent
- Pennisetum pauperum – Ecuador incl Galápagos
- Pennisetum pedicellatum – annual kyasuwa grass, deenanth grass, hairy fountaingrass – Cape Verde, Africa, Madagascar, southern Asia from Arabia to Vietnam
- Pennisetum peruvianum – Venezuela, Colombia, Ecuador, Peru
- Pennisetum petiolare – petioled fountaingrass – Eritrea, Ethiopia, Sudan
- Pennisetum pirottae – Eritrea, Ethiopia, Sudan
- Pennisetum polystachion (L.) Schult. – feather pennisetum, mission grass, thin Napier grass – Africa, southern Asia from Arabia to Vietnam, Indian Ocean islands
- Pennisetum preslii – from Mexico to Peru
- Pennisetum procerum – Uganda, Kenya
- Pennisetum prolificum – southern Mexico
- Pennisetum pseudotriticoides – Madagascar
- Pennisetum pumilum – Ethiopia
- Pennisetum purpureum – Napier grass, Uganda grass, elephant grass, barner grass, Merker grass – Africa, Aldabra, Arabian Pen; naturalized in parts of Asia, Australia, Americas, various islands
- Pennisetum qianningense – Sichuan, Yunnan
- Pennisetum ramosum – central + eastern Africa
- Pennisetum rigidum – northern Argentina
- Pennisetum riparium – East Africa
- Pennisetum rupestre – Colombia, Peru
- Pennisetum sagittatum – Peru, Bolivia
- Pennisetum schweinfurthii – Ethiopia, Sudan
- Pennisetum setaceum – tender fountain grass, crimson fountaingrass – northern Africa, southwestern Asia; naturalized in Australia, New Zealand, scattered places in Europe + Americas
- Pennisetum shaanxiense – China
- Pennisetum sichuanense – Sichuan, Yunnan
- Pennisetum sieberianum – Africa
- Pennisetum sphacelatum – Africa, Comoros
- Pennisetum squamulatum – Eritrea, Ethiopia, Kenya, Tanzania
- Pennisetum stramineum – Eritrea, Ethiopia, Kenya, Tanzania, Yemen, Saudi Arabia
- Pennisetum tempisquense – Costa Rica
- Pennisetum thulinii – Ethiopia
- Pennisetum thunbergii – Africa, Yemen
- Pennisetum trachyphyllum – central Africa
- Pennisetum trisetum – central Africa
- Pennisetum tristachyum – South America
- Pennisetum uliginosum – Ethiopia
- Pennisetum unisetum – Natal grass, silky grass – Africa, Yemen, Saudi Arabia
- Pennisetum villosum R.Br. ex Fresen. – feathertop, long-style feathergrass, white foxtail – Africa, Yemen, Saudi Arabia; naturalized in New Zealand, Mediterranean, scattered places in Americas
- Pennisetum violaceum – Sahara, Sahel
- Pennisetum weberbaueri – Ecuador, Bolivia, Peru
- Pennisetum yemense – Yemen, Saudi Arabia, Eritrea

formerly included
numerous species now considered better suited to other genera, primarily Cenchrus but also a few in Echinochloa and Setaria